# ليزا دبس
ليزا دبس (ولدت في 15 أغسطس 1987-) هي ممثلة لبنانية.

## مسيرتها الفنية
كانت بدايتها عام 2010 بمسلسل أجيال، شاركت بعدها في عدة أعمال درامية من بينها فارس الأحلام، تميزت بأدائها دور نور بمسلسل تانغو 2018. لعبت دور ماريا الفتاة البريئة بمسلسل روبي 2012، آخر أعمالها العودة 2020.

## وصلات خارجية
- ليزا دبس على موقع قاعدة بيانات الأفلام العربية